# Isabella di Beauchamp

Stemma di famiglia

Isabella de Beauchamp (... – 30 maggio 1306) è stata una nobile inglese.

## Biografia
Era l'unica figlia femmina di William de Beauchamp, IX conte di Warwick e di Maud FitzJohn e nacque in una data imprecisata nel Warwickshire.
Prima del 1281 Isabella sposò Patrick de Chaworth, Signore di Kidwell, a cui diede una figlia:
- Maud Chaworth (2 febbraio 1282-1322), che sposò Enrico Plantageneto.

Dopo la morte del marito nel 1286 Isabella entrò in possesso di quattro manieri nel Wiltshire e di due nel Berkshire, che le vennero assegnati fino a quando la sua dote sarebbe stata esposta con la livrea di Chedworth, nel Gloucestershire, e un maniero nel Hampshire di Hartley Mauditt che era stato garantito a lei e a Sir Patrick nel contratto di matrimonio da suo padre William.
Nello stesso anno in cui rimase vedova, Isabella contrasse un secondo matrimonio con Hugh le Despenser, I conte di Winchester. Le nozze tuttavia vennero celebrate senza l'approvazione reale per cui suo marito dovette pagare un'ammenda.
Nel 1295 Hugh ricevette la nomina a Lord Despenser ed Isabella in tal modo assunse il titolo di Lady Despenser.
La coppia ebbe quattro figli:
- Ugo Despenser il giovane (1286 - 24 novembre 1326), sposato a Eleonora de Clare, da cui ebbe prole, e che finì giustiziato;
- Aline le Despenser (morta prima del 28 novembre 1353), che sposò Edward Burnell, Lord Burnell;
- Philip le Despenser (1289 circa - 24 settembre 1313), primo marito di Margaret de Goushill da cui ebbe discendenti;
- Isabella la Despenser (?-4 o 5 dicembre 1334), che divenne la seconda moglie di John de Hastings, Lord Hastings a cui diede tre figli. In seconde nozze sposò Ralph de Monthermer, primo Barone Monthermer.

Nel 1322 suo marito venne creato conte di Winchester ma Isabella non poté mai fregiarsi del titolo di contessa in quanto morì probabilmente prima del 30 maggio 1306.
Venti anni dopo la sua morte, suo marito e suo figlio maggiore che erano consiglieri e favoriti del re Edoardo II d'Inghilterra, entrarono in conflitto politico con Roger Mortimer, I conte di March e con la regina Isabella, che erano divenuti governatori de facto del Paese. Per sbarazzarsi dell'influenza dei le Despenser, i due riuscirono a far condannare a morte i rivali, accusandoli di alto tradimento.